# Ставок (Белогорский район)
Ставок (укр. Ставок) — село в Белогорском районе Хмельницкой области Украины.
Население по переписи 2001 года составляло 184 человека. Почтовый индекс — 30236. Телефонный код — 3841. Занимает площадь 0,065 км². Код КОАТУУ — 6820381002.

## Местный совет
30236, Хмельницкая обл., Белогорский р-н, с. Вязовец, ул. Центральная, 68